# Lucky Baskhar
Lucky Baskhar es una película de drama criminal de época producida en la India, su lenguaje original es el telugu, escrita y dirigida por Venky Atluri . Producida por S. Naga Vamsi y Sai Soujanya bajo Sithara Entertainments, Fortune Four Cinema y Srikara Studios. La película está ambientada entre 1989-1992, y es protagonizada por Dulquer Salmaan como Baskhar Kumar, un hombre de clase media baja que lucha por mantener a su familia mientras enfrenta deudas y humillaciones. Desesperado por escapar de su existencia de vivir al día, Baskar comienza a involucrarse en estafas financieras.
La película fue anunciada oficialmente en mayo del 2023 y su título se reveló en julio del mismo año. La filmación principal comenzó en octubre y tuvo lugar a cabo principalmente en Hyderabad . Lucky Baskhar destaca por su impresionante música compuesta por  GV Prakash Kumar, una cinematografía cautivadora a cargo de Nimish Ravi y una edición hábilmente ejecutada por Naveen Nooli, que juntos dan vida a una experiencia única .   
Lucky Baskhar se estrenó a nivel mundial el 31 de octubre de 2024, coincidiendo con Deepawali, a su vez recibió críticas bastante positivas. La película tuvo un costo de 12 millones de dólares y una recaudación de 13.5 millones en taquilla.

## Premisa
La historia se desarrolla con Baskhar narrando su viaje directamente al público, rompiendo con frecuencia la cuarta pared para revelar giros inesperados y brindar una visión más profunda acerca de sus motivaciones. Inicialmente presentado como un hombre agobiado por sus numerosas responsabilidades familiares y sus problemas financieros, Baskhar encuentra una oportunidad para explotar las brechas del sistema bancario y no duda en aprovecharla. Lo que comienza como un desesperado intento por ganar dinero rápido, se convierte en una intrincada maniobra en la que pronto se ve inmerso en un ambicioso y arriesgado esquema de mercado de valores y lavado de dinero.
A medida que Baskhar asciende de la pobreza a la riqueza, su carácter se transforma, revelando una creciente arrogancia y la ambición. Sin embargo, su esposa, Sumathi, en cierto momento toma el rol de actuar como su brújula moral, cuestionando sus decisiones y obligándolo a afrontar las consecuencias de sus acciones.

## Elenco
- Dulquer Salmaan como Baskhar Kumar, cajero y luego Subgerente General del Banco Magadha, Colaba
- Meenakshi Chaudhary como Sumathi, esposa de Baskhar
- Tinnu Anand como Rajbir Lokhande, presidente del Banco Magadha
- P. Sai Kumar como oficial del CBI Laxman Rao
- Ramki como Anthony, comerciante de importaciones
- Raghu Babu como un político falso
- Maanasa Choudhary como Mona, una bailarina
- Sarvadaman D. Banerjee como Prahalad Kumar, padre de Baskhar
- Kalyani como Ramya Dikshit
- Sachin Khedekar como Vinod Bhosle, Gerente General del Banco Magadha, Colaba
- Kasi Viswanath como Athish Kulkarni, ex-Subgerente Regional del Banco Magadha, Colaba
- Sudha como la madre de Sumathi y suegra de Baskhar
- Rajkumar Kasireddy como Samba, el mejor amigo de Baskhar
- Prabhas Sreenu como un consultor de visas
- Hyper Aadi como un corredor
- Sivannarayana Naripeddi como Narayanan, Gerente de Bóveda del Banco Magadha, Colaba
- Gayatri Bhargavi como Latha, compañera de Baskhar y Narayanan en el Banco Magadha, Colaba
- Mathew Varghese como S. Hariharan, Gerente General del Katari Bank
- Srinath Maganti como Suraj
- Micky Makhija como Himanshu, Gerente Regional del Banco Magadha, Colaba
- Srikanth Reddy
- Manava Koteshwar Rao
- Lab Sharath
- Ram Sandeep Varma Jampana
- Anji Chodapaneedi
- Rahul
- Mahesh Achanta como analista del mercado de valores
- Manik Reddy como Patel Bhai
- Mukhtar Khan como Capitán George
- S. P. Prabhu
- Krishna Kamal como Anwar, contador de Sumathi Home Foods
- Shashidhar como el hermano mayor de Sumathi
- Ananya Sharma como la hermana menor de Baskhar
- Rithvik como Karthik, hijo de Baskhar y Sumathi
- Charan Lakkaraju como el hermano menor de Baskhar
- Surya Sreenivas como Sandeep, cuñado de Baskhar
- Jayasri Rachakonda

## Producción

### Desarrollo
Después del éxito de Vaathi a principios de 2023, se supo que Venky Atluri había conocido a Dulquer Salmaan y le había presentado un guion que impresionó al actor. También se supo que la producción comenzaría tan pronto como Dulquer completara sus compromisos previos para King of Kotha (2023).  El proyecto sería financiado por Sithara Entertainment, Fortune Four Cinemas y Sikara Studios de S. Naga Vamsi y Sai Soujanya.  La empresa hizo un anuncio público el 15 de mayo de 2023, confirmando el proyecto,  y también declaró que el rodaje comenzaría el siguiente octubre y se estrenaría en verano (junio-agosto de 2024).  El título oficial de la película, Lucky Bashkar, se anunció el 28 de julio de 2023. 
La filmación principal realizó su primer sesión el 4 de octubre de 2023 en Hyderabad . 

## Banda sonora
La música de la película fue compuesta por GV Prakash Kumar .  Los derechos de audio fueron adquiridos por Aditya Music . El primer sencillo, "Srimathi Garu", se lanzó el 19 de junio de 2024. El segundo sencillo, el tema principal, fue lanzado el 28 de julio de 2024. 

| N.º | Título          | Singer(s) | Duración |  |
| 16. | «Nijamaa Kalaa» |           |          |  |
| 18. | «Srimathi Garu» |           |          |  |

## Lanzamiento

### Estreno
Lucky Baskhar se estrenó mundialmente el 31 de octubre de 2024, coincidiendo con Diwali junto con versiones dobladas en tamil, malayalam e hindi.  Aunque inicialmente se había publicado que su lanzamiento sería en el mes de julio de 2024, después fue pospuesto para el 27 de septiembre  y más tarde volvió a cambiar la fecha de salida adelantándose para 7 de septiembre de 2024, coincidiendo con Vinayaka Chavithi, al final se pospuso nuevamente. 

### Servicios de Streaming
La película comenzó a transmitirse a través de Netflix a partir del 28 de noviembre de 2024 en telugu y doblada en tamil, malayalam, kannada e hindi.  

## Críticas
Paul Nicodemus de The Times of India le otorgó 3,5/5 estrellas y escribió: " Lucky Baskhar  surge como un cautivador drama criminal de época, convinando un trasfondo nostálgico con una historia de ambición humana y resiliencia".  Sashidhar Adivi de Times Now le brindó 3,5/5 estrellas y escribió: " Lucky Bhaskar es una mezcla perfecta de emociones y astutas temáticas financieras. Es difícil crear este tipo de drama".  Janani K de India Today le dio 3/5 estrellas y escribió: " Lucky Baskhar funciona en su mayoría gracias a la atención al detalle de Venky Atluri y su excepcionalmente buena actuación". 
Sangeetha Devi Dundoo de The Hindu escribió: "El director Venky Atluri ha logrado un buen equilibrio entre explorar las estafas financieras y las relaciones interpersonales en Lucky Baskhar, protagonizada por un excelente Dulquer Salmaan". 

### Taquillas
Lucky Baskhar marcó un hito en la carrera de Dulquer, ya que obtuvo su primer billón de rupias(aproximadamente USD $11.8 M) en ingresos brutos al rededor del mundo. 